# 陳垂
陳垂，福建漳浦县人，清朝政治人物，同進士出身。
順治十六年（1659年）己亥科三甲進士，授廣東瓊州府同知。